# William Francis O'Shea
William Francis O'Shea, M.M. (1884-1945) fue un sacerdote católico estadounidense que sirvió como el vicario apostólico de Heijo en Corea desde 1939 hasta 1945.
Nació en Nueva York, Estados Unidos el 9 de diciembre de 1884, fue ordenado sacerdote para la Sociedad Católica Misionera Extranjeras de América el 5 de diciembre de 1917. O'Shea fue nombrado vicario apostólico de Heijo y obispo titular de Naissus el 11 de julio de 1939. Fue consagrado por el Papa Pío XII con los arzobispos Celso Benigno Luigi Costantini y Henri Streicher sirviendo como coconsagrantes.
O'Shea murió en el cargo el 22 de febrero de 1945, a la edad de 60 años.